# Herbert Eimert
Herbert Eimert (* 8. April 1897 in Kreuznach; † 15. Dezember 1972 in Düsseldorf) war ein deutscher Komponist, Musiktheoretiker und Musikjournalist.

## Leben
Herbert Eimert wurde in Bad Kreuznach als Sohn eines Gymnasiallehrers und einer Geigenlehrerin geboren.
Aus der Oberprima des humanistischen Gymnasiums wurde er 1914 als Freiwilliger zum Kriegsdienst eingezogen. 1919 kam er aus der Kriegsgefangenschaft frei und bestand im Februar das Abitur.
Von 1919 bis 1924 studierte er Musiktheorie und Komposition am Kölner Konservatorium bei Hermann Abendroth, Franz Bölsche und August von Othegraven. Die Veröffentlichung der Atonalen Musiklehre führte zum Streit mit Bölsche, der ein Streichquartett Eimerts solcher Richtung von der Abschlussprüfung absetzte und Eimert aus seiner Kompositionsklasse wies. Eimert verließ daraufhin das Konservatorium und begann 1924 ersatzweise das Studium der Musikwissenschaft an der Kölner Universität, das er mit der Promotion 1931 abschloss. Ab 1927 war Eimert Mitarbeiter bei der Westdeutschen Funkstunde AG, dem späteren WDR und bei Musikzeitschriften. 1933 verließ er seine Stellung beim Rundfunk und „überwinterte“ als Redakteur bei der Kölnischen Zeitung die Zeit des Nationalsozialismus. Solchermaßen unbelastet wurde er 1945 der erste Angestellte des NWDR. Diese Stellung ermöglichte es, sein Streben nach Erneuerung der Musik fortzuführen. So begründete er 1951 ebenda das weltweit erste Studio für Elektronische Musik, dessen Leitung ab 1963 Karlheinz Stockhausen übernahm. Von 1951 bis 1957 hielt er Vorträge bei den Internationalen Ferienkursen für Neue Musik Darmstadt. 1965 wurde er Professor an der Hochschule für Musik Köln berufen, dort unterrichtete er Komposition und war (bis 1971) Leiter des dortigen Studios für elektronische Musik. Zum Thema Elektronische Musik besprach er auch eine Schallplatte, die als Lehrmittel im westdeutschen Schulunterricht verwendet wurde.
Die musikalische Ausrichtung Eimerts spiegelt exemplarisch die nach dem Zweiten Weltkrieg einsetzende Erweiterung der Ideen der Zwölftonmusik in die des Serialismus wider.

## Werke

### Schriften
- Atonale Musiklehre, Leipzig: Breitkopf & Härtel 1924
- Lehrbuch der Zwölftontechnik, Wiesbaden: Breitkopf & Härtel 1950. ISBN 3-7651-0015-3
- Grundlagen der musikalischen Reihentechnik, Wien: Universal Edition 1964
- Aufsätze, u. a. in Melos, darunter
  - Der Sinus-Ton, in: Melos 6 (1954), S. 168–172 (Volltext)
- die reihe – Informationen über serielle Musik, mit Karlheinz Stockhausen, 8 Hefte, 1955–1962
- Einführung in die elektronische Musik, Doppel-LP, Wergo 1963
- Lexikon der elektronischen Musik, mit Hans Ulrich Humpert, 1972

### Kompositionen
- Streichquartett, 1925 (erste zwölftönige Veröffentlichung)
- Der weiße Schwan für Saxophon, Flöte u. selbstgebaute Geräuschinstrumente, 1926
- 2. Streichquartett, 1939
- Vier Stücke (zusammen mit Robert Beyer), 1953
- Struktur 8, Elektronische Musik, 1953
- Glockenspiel, Elektronische Musik, 1953
- Etüde über Tongemische, 1954
- Fünf Stücke, 1956
- Zu Ehren von Igor Strawinsky, 1957
- Selektion I, 1960
- Sechs Studien, Elektronische Musik, 1962
- Epitaph für Aikichi Kuboyama für Sprecher und Sprachklänge, 1962